# ST6GAL1
ST6GAL1 (англ. ST6 beta-galactoside alpha-2,6-sialyltransferase 1) – білок, який кодується однойменним геном, розташованим у людей на короткому плечі 3-ї хромосоми.  Довжина поліпептидного ланцюга білка становить 406 амінокислот, а молекулярна маса — 46 605.
| 10         |  | 20         |  | 30         |  | 40         |  | 50         |
| ---------- |  | ---------- |  | ---------- |  | ---------- |  | ---------- |
| MIHTNLKKKF |  | SCCVLVFLLF |  | AVICVWKEKK |  | KGSYYDSFKL |  | QTKEFQVLKS |
| LGKLAMGSDS |  | QSVSSSSTQD |  | PHRGRQTLGS |  | LRGLAKAKPE |  | ASFQVWNKDS |
| SSKNLIPRLQ |  | KIWKNYLSMN |  | KYKVSYKGPG |  | PGIKFSAEAL |  | RCHLRDHVNV |
| SMVEVTDFPF |  | NTSEWEGYLP |  | KESIRTKAGP |  | WGRCAVVSSA |  | GSLKSSQLGR |
| EIDDHDAVLR |  | FNGAPTANFQ |  | QDVGTKTTIR |  | LMNSQLVTTE |  | KRFLKDSLYN |
| EGILIVWDPS |  | VYHSDIPKWY |  | QNPDYNFFNN |  | YKTYRKLHPN |  | QPFYILKPQM |
| PWELWDILQE |  | ISPEEIQPNP |  | PSSGMLGIII |  | MMTLCDQVDI |  | YEFLPSKRKT |
| DVCYYYQKFF |  | DSACTMGAYH |  | PLLYEKNLVK |  | HLNQGTDEDI |  | YLLGKATLPG |
| FRTIHC     |  |            |  |            |  |            |  |            |

A: Аланін

C: Цистеїн

D: Аспарагінова кислота

E: Глутамінова кислота

F: Фенілаланін

G: Гліцин

H: Гістидин

I: Ізолейцин

K: Лізин

L: Лейцин

M: Метіонін

N: Аспарагін

P: Пролін

Q: Глутамін

R: Аргінін

S: Серин

T: Треонін

V: Валін

W: Триптофан

Кодований геном білок за функціями належить до трансфераз, глікозилтрансфераз, фосфопротеїнів. 
Задіяний у такому біологічному процесі як альтернативний сплайсинг. 
Локалізований у мембрані, апараті гольджі.
Також секретований назовні.